# گیلعاد بلوم
 گیلعاد بلوم (عبری: גלעד בלום‎؛ زاده ۱ مارس ۱۹۶۷) یک تنیس‌باز اهل اسرائیل است.